# Аутотизис

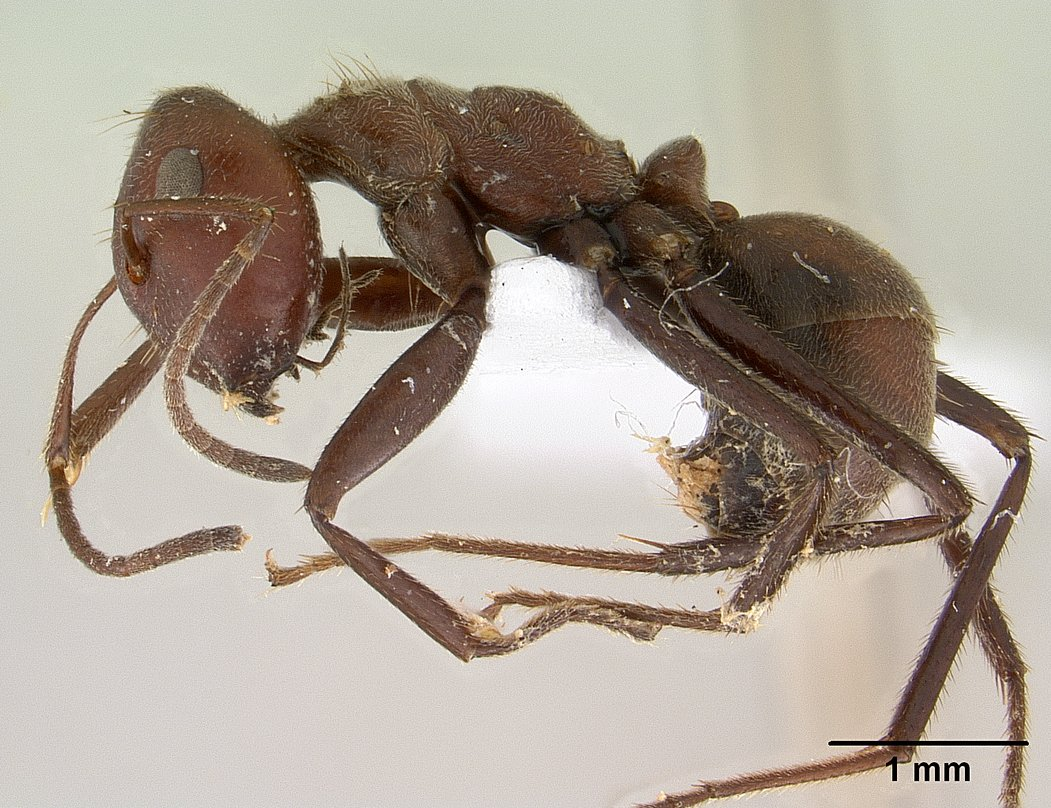
Муравей Camponotus saundersi

Аутотизис (англ. Autothysis, от греч. autos- αὐτός «само» и thysia θυσία «жертвоприношение») или суицидный альтруизм (англ. suicidal altruism) — это процесс, при котором животное разрушает себя посредством внутреннего разрыва или взрыва органа, который приводит к разрыву кожи. Форма биологического альтруизма. Этот термин был предложен Ульрихом Машвицом (Ulrich Maschwitz) и Элеонорой Машвиц (Eleonore Maschwitz) в 1974 году для описания защитного механизма муравья Colobopsis saundersi
. У них это было вызвано сокращением мышц вокруг большой железы, которое приводит к разрыву стенки железы. Некоторые термиты (например, солдаты Globitermes sulphureus) выделяют липкий секрет, разрывая железу возле кожи шеи, создавая эффект липкой смолы для защиты от муравьёв.

## Термиты
Группы термитов, чьи солдаты используют аутотизис для защиты своих колоний, включают: Serritermes serrifer, Crepititermes verruculosus, Dentispicotermes, Genuotermes и Orthognathotermes. У некоторых видов Apicotermitinae, у которых отсутствует каста солдат, например, у представителей родов Grigiotermes и Ruptitermes, есть рабочие, которые также могут использовать аутотизис. Считается, что это одна из наиболее эффективных форм защиты, которой обладают термиты, поскольку повреждённые рабочие блокируют туннели, ведущие в гнездо, и это затрудняет контакты между атакующими и защитниками, что означает, что атаки потребуют больших затрат энергии для хищников.
У солдат из семейства неотропических термитов из семейства Serritermitidae есть стратегия защиты, которая включает аутотизис фронтальных (лобных) желез, с разрывом тела между головой и брюшком. Находясь за пределами гнезда, они пытаются убежать от врагов и используют аутотизис только в гнезде, чтобы заблокировать туннели, предотвращая проникновение нападающих.
У старых рабочих термитов Neocapritermes taracua на брюшке образуются синие пятна, заполненные медьсодержащими белками. Они вступают в реакцию с секретом лабиальной железы при аутотизисе с образованием смеси, токсичной для других термитов.

## Муравьи
Некоторые муравьи, принадлежащие к родам Camponotus и Colobopsis адаптировались к использованию аутотизиса в качестве альтруистического защитного механизма для лучшей борьбы с опасными членистоногими и, возможно, для отпугивания хищников позвоночных в интересах всей колонии в целом. Эти муравьи используют автотизис как самоуничтожающуюся защиту для защиты своей территории, но они используют его иначе, чем термиты, в том смысле, что их основное использование для автотизиса не включает блокирование туннелей своей территории от атакующих, а в большей степени в боевых целях во время территориального сражения.
Древние муравьи использовали механические средства укуса или ужаления, чтобы защитить только себя, но укусы оказались более эффективными против крупных хищников позвоночных и не столь успешными против различных членистоногих. Таким образом, отбор на автотизис у муравьев развился как способ более эффективного уничтожения врагов-членистоногих. Продукты аутотизиса у муравьев представляют собой липкие и разъедающие вещества, выделяемые муравьями при сокращении их брюшка, что приводит к разрыву межсегментарной складки, а также мандибулярных желез. Муравьи используют это самопожертвование, чтобы убить одного или нескольких врагов, которые вязнут в этой липкой субстанции. Было замечено, что рабочий муравей специально сворачивается вокруг противника, помещая спинную часть своего брюшка на голову противника, прежде чем изгнать липкий разъедающий материал изо рта и брюшка, полотно прилипая к противнику, убивая себя и врага, а также любых других врагов, которые прилипают к этим липким продуктам.
Эти муравьи в основном используют аутотизис против других членистоногих, таких как муравьи или термиты, и довольно неэффективны по отношению к более крупным хищникам из позвоночных, таким как ящерицы или птицы. Это самопожертвование наиболее полезно против членистоногих, потому что липкие клеи в продуктах лучше всего работают против тел других членистоногих. Однако также было объяснено, что соединения, используемые при автотизисе, могут иметь некоторое применение для отпугивания позвоночных хищников от поедания муравьев, поскольку эти продукты несъедобны.